# C8H8N2O
化学式C8H6N2O的化合物（摩尔质量：148.16 g/mol）可以指：
- 3,4-二氢-2-喹喔啉酮，CAS号：59564-59-9
- 3-异氰酸基-4-甲基苯胺，CAS号：99626-87-6

|  | 这个同类索引页列出了具有相同分子式的化学物（即同分異構體）条目。 除非您是有意链接至本页，否则应将相应条目的内部链接指向正确的条目。 |